# عبد الله بن أبي إسحاق
عَبْدُ اللّٰهِ بْنُ أَبِي إِسْحَاقَ الْحَضْرَمِيُّ البصري (29 - 117 هـ = 650 - 735 م)، من أهل البصرة، أحد الأئمة المشهورين في العربية والقراءات القرآنية، قال البغدادي: «وكان يقال: عبد الله أعلم أهل الأرض بالبصرة وأعقلهم»، ووصفه ابن رشيق القيرواني بقوله: «عالم ناقد متقدم مشهور». وهو في الطبقة الرابعة من النحاة. كان شديد التجريد للقياس. ويقال إنه كان أشد تجريداً للقياس من أبي عمرو بن العلاء، وكان أبو عمرو بن العلاء أوسع علماً بكلام العرب ولغاتها وغريبها.

## تلاميذه
- عيسى بن عمر الثقفي (المتوفى عام 149 هـ)
- أبو عمرو بن العلاء (المتوفى عام 154 هـ)
- الخليل بن أحمد الفراهيدي (المتوفى عام 173هـ)